# Guergui Gadjev
Guergui Gadjev (bulgariska: Георги Гаджев), född den 8 juni 1941, är en bulgarisk ryttare.
Han tog OS-silver i lagtävlingen i dressyren i samband med de olympiska ridsporttävlingarna 1980 i Moskva.